# ضريح عبد الله بن رواحة
مقام وضريح الصَّحابي عبد الله بن رواحة، ويقع في بلدة المزار الجنوبي في محافظة الكرك، وهو عبارة عن بناءٍ حديثٍ في داخله ضريح يُنسب للصَّحابي عبد الله بن رواحة القائد الثالث في معركة مؤتة. تم إعادة إعمار الضريح عام 1997 ليحتوي على مركز ثقافي وأروقة ومدرسة شرعية وقاعة متعددة الأغراض ومرافق سياحية ومكتبة وحدائق، ويبعد هذا الضريح مسافة 300م عن ضريحي الصحابيين جعفر بن أبي طالب وزيد بن حارثة.

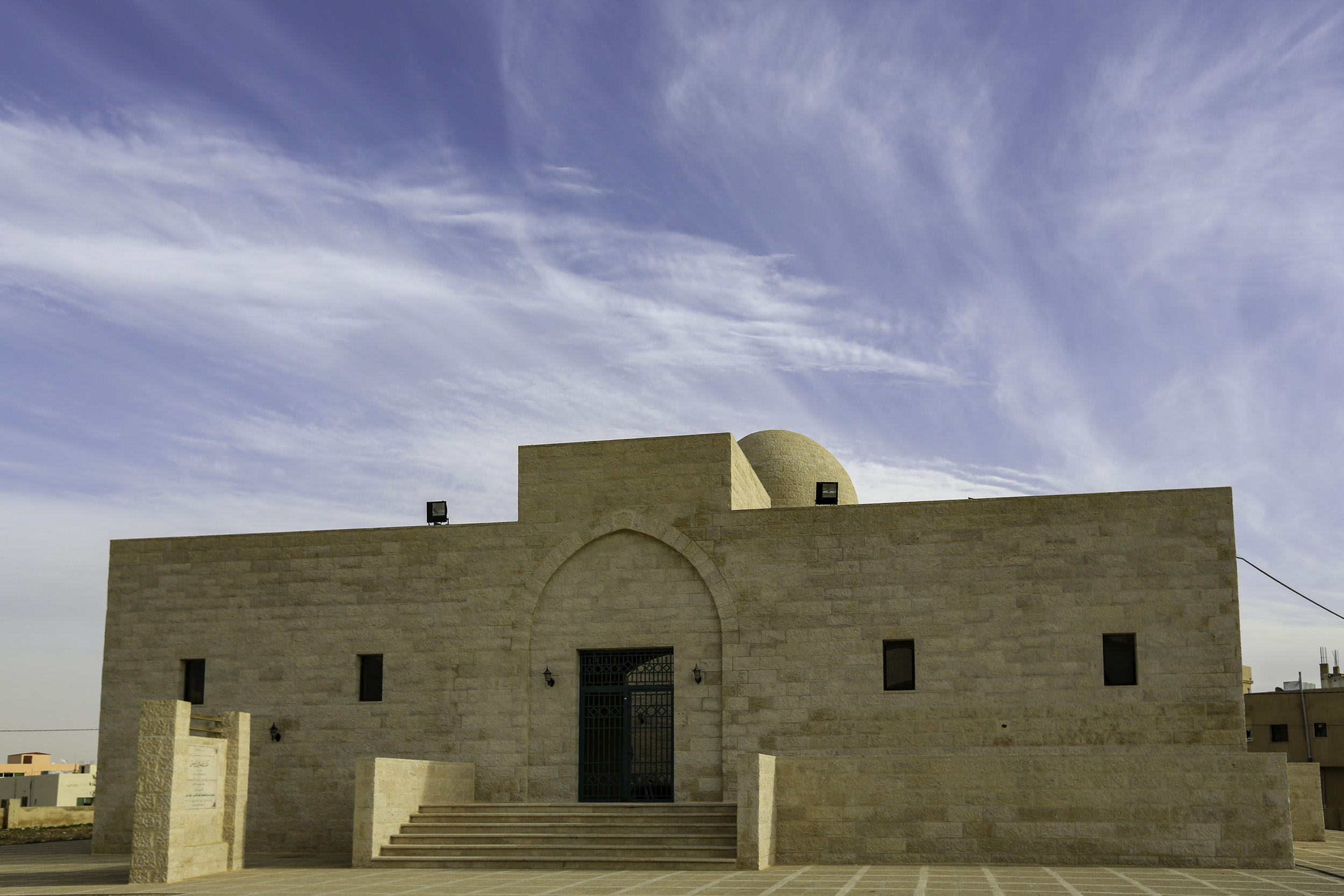
ضريح الصحابي عبدالله بن رواحة من الخارج